# 1994-es fedett pályás atlétikai Európa-bajnokság
Az 1994-es fedett pályás atlétikai Európa-bajnokságot Párizsban, Franciaországban rendezték március 11. és 13. között. Ez volt a 23. fedett pályás Eb. A férfiaknál 14, a nőknél 13 versenyszám volt, ekkor rendeztek utoljára gyaloglóversenyeket az Eb-n. Ináncsi Rita ötpróbában magyar rekorddal ezüstérmet szerzett.

## A magyar sportolók eredményei
Magyarország az Európa-bajnokságon 10 sportolóval képviseltette magát.
Érmesek
| Érem  | Versenyző    | Versenyszám | Dátum       |
| ----- | ------------ | ----------- | ----------- |
| Ezüst | Ináncsi Rita | Ötpróba     | március 11. |

## Éremtáblázat
(A táblázatban Magyarország és a rendező nemzet eltérő háttérszínnel kiemelve.)
| Helyezés | Nemzet           | Arany | Ezüst | Bronz | Összesen |
| 1.       | Oroszország      | 9     | 7     | 3     | 19       |
| 2.       | Nagy-Britannia   | 5     | 0     | 2     | 7        |
| 3.       | Németország      | 4     | 4     | 3     | 11       |
| 4.       | Franciaország    | 2     | 2     | 7     | 11       |
| 5.       | Bulgária         | 2     | 1     | 2     | 5        |
| 6.       | Görögország      | 1     | 2     | 1     | 4        |
| 7.       | Ukrajna          | 1     | 1     | 1     | 3        |
| 8.       | Portugália       | 1     | 0     | 1     | 2        |
| 9.       | Fehéroroszország | 1     | 0     | 0     | 1        |
| 9.       | Olaszország      | 1     | 0     | 0     | 1        |
| 11.      | Románia          | 0     | 4     | 1     | 5        |
| 12.      | Ausztria         | 0     | 1     | 1     | 2        |
| 13.      | Horvátország     | 0     | 1     | 0     | 1        |
| 13.      | IEP              | 0     | 1     | 0     | 1        |
| 13.      | Magyarország     | 0     | 1     | 0     | 1        |
| 13.      | Spanyolország    | 0     | 1     | 0     | 1        |
| 13.      | Svédország       | 0     | 1     | 0     | 1        |
| 18.      | Lengyelország    | 0     | 0     | 3     | 3        |
| 19.      | Izland           | 0     | 0     | 1     | 1        |
| 19.      | Hollandia        | 0     | 0     | 1     | 1        |

IEP = Independent European Participants: Dragan Perić szerb atléta a délszláv háború alatt független indulóként vett részt.

## Érmesek
- WR – világrekord
- CR – Európa-bajnoki rekord
- AR – kontinens rekord
- NR – országos rekord
- PB – egyéni rekord
- WL – az adott évben aktuálisan a világ legjobb eredménye
- SB – az adott évben aktuálisan az egyéni legjobb eredmény

### Férfi
| Versenyszám      | Arany                             | Arany     | Ezüst                                   | Ezüst     | Bronz                                   | Bronz     |
| ---------------- | --------------------------------- | --------- | --------------------------------------- | --------- | --------------------------------------- | --------- |
| 60 m             | Colin Jackson · Nagy-Britannia    | 6,49      | Alexandros Terzian · Görögország        | 6,51      | Michael Rosswess · Nagy-Britannia       | 6,54      |
| 200 m            | Daniel Sangouma · Franciaország   | 20,68     | Vladiszlav Dolohogyin · Ukrajna         | 20,76     | Jeórjiosz Panajiotópulosz · Görögország | 20,99     |
| 400 m            | Du'aine Ladejo · Nagy-Britannia   | 46,53     | Mihail Vdovin · Oroszország             | 46,56     | Rico Lieder · Németország               | 46,82     |
| 800 m            | Andrej Loginov · Oroszország      | 1:46,38   | Luis Javier González · Spanyolország    | 1:46,69   | Ousmane Diarra · Franciaország          | 1:47,18   |
| 1500 m           | David Strang · Nagy-Britannia     | 3:44,57   | Branko Zorko · Horvátország             | 3:44,64   | Abdelkader Chékhémani · Franciaország   | 3:44,65   |
| 3000 m           | Kim Bauermeister · Németország    | 7:52,34   | Ovidiu Olteanu · Románia                | 7:52,37   | Rod Finch · Nagy-Britannia              | 7:53,99   |
| 60 m gát         | Colin Jackson · Nagy-Britannia    | 7,41      | Gheorghe Boroi · Románia                | 7,57      | Mike Fenner · Németország               | 7,58      |
| 5000 m gyaloglás | Mihail Scsennyikov · Oroszország  | 18:34,32  | Ronald Weigel · Németország             | 18:40,32  | Denis Langlois · Franciaország          | 18:43,20  |
| Magasugrás       | Dalton Grant · Nagy-Britannia     | 237 cm    | Jean-Charles Gicquel · Franciaország    | 235 cm    | Wolf-Hendrik Beyer · Németország        | 233 cm    |
| Rúdugrás         | Pjotr Bocskarjov · Oroszország    | 590 cm    | Jean Galfione · Franciaország           | 580 cm    | Igor Trangyenkov · Oroszország          | 575 cm    |
| Távolugrás       | Dietmar Haaf · Németország        | 815 cm    | Konsztandínosz Kukodímosz · Görögország | 809 cm    | Bogdan Tudor · Románia                  | 807 cm    |
| Hármasugrás      | Leonyid Volosin · Oroszország     | 17,44 m   | Gyenyisz Kapusztyin · Oroszország       | 17,35 m   | Vaszilij Szokov · Oroszország           | 17,31 m   |
| Súlylökés*       | Olekszandr Bahacs · Ukrajna       | 20,66 m   | Dragan Perić (IEP)                      | 20,55 m   | Pétur Guðmundsson · Izland              | 20,04 m   |
| Hétpróba         | Christian Plaziat · Franciaország | 6268 pont | Henrik Dagård · Svédország              | 6119 pont | Alain Blondel · Franciaország           | 6084 pont |

* IEP = Independent European Participants: Dragan Perić szerb atléta a délszláv háború alatt független indulóként vett részt.

### Női
| Versenyszám      | Arany                                 | Arany     | Ezüst                                | Ezüst        | Bronz                              | Bronz     |
| ---------------- | ------------------------------------- | --------- | ------------------------------------ | ------------ | ---------------------------------- | --------- |
| 60 m             | Nelli Cooman · Hollandia              | 7,17      | Melanie Paschke · Németország        | 7,19         | Patricia Girard · Franciaország    | 7,19      |
| 200 m            | Galina Malcsugina · Oroszország       | 22,41     | Silke Knoll · Németország            | 22,96        | Jacqueline Poelman · Hollandia     | 23,43     |
| 400 m            | Szvetlana Goncsarenko · Oroszország   | 51,62     | Tatyjana Alekszejeva · Oroszország   | 51,77        | Viviane Dorsile · Franciaország    | 51,92     |
| 800 m            | Natallja Duhnova · Fehéroroszország   | 2:00,42   | Ella Kovacs · Románia                | 2:00,49      | Carla Sacramento · Portugália      | 2:01,12   |
| 1500 m           | Jekatyerina Podkopajeva · Oroszország | 4:06,46   | Ljudmila Rogacsova · Oroszország     | 4:06,60      | Małgorzata Rydz · Lengyelország    | 4:06,98   |
| 3000 m           | Fernanda Ribeiro · Portugália         | 8:50,47   | Margareta Keszeg · Románia           | 8:55,61      | Anna Brzezińska · Lengyelország    | 8:56,90   |
| 60 m gát         | Jordanka Donkova · Bulgária           | 7,85      | Eva Szokolova · Oroszország          | 7,89         | Anne Piquereau · Franciaország     | 7,91      |
| 3000 m gyaloglás | Annarita Sidoti · Olaszország         | 11:54,32  | Beate Gummelt · Németország          | 11:56,01     | Jelena Arsinceva · Oroszország     | 11:57,48  |
| Magasugrás       | Sztefka Kosztadinova · Bulgária       | 198 cm    | Desziszlava Alekszandrova · Bulgária | 196 cm       | Sigrid Kirchmann · Ausztria        | 194 cm NR |
| Távolugrás       | Heike Drechsler · Németország         | 706 cm    | Ljudmila Ninova · Ausztria           | 678 cm       | Inesza Kravec · Ukrajna            | 672 cm    |
| Hármasugrás      | Inna Laszovszkaja · Oroszország       | 14,88 m   | Anna Birjukova · Oroszország         | 14,72 m      | Szofija Bozsanova · Bulgária       | 14,52 m   |
| Súlylökés        | Astrid Kumbernuss · Németország       | 19,44 m   | Larisza Pelesenko · Oroszország      | 19,16 m      | Szvetla Mitkova · Bulgária         | 19,09 m   |
| Ötpróba          | Larisza Turcsinszkaja · Oroszország   | 4801 pont | Ináncsi Rita · Magyarország          | 4775 pont NR | Urszula Włodarczyk · Lengyelország | 4668 pont |